# Birgit Lugrin
Birgit Lugrin (* 1981 als Birgit Endrass in Augsburg) ist eine deutsche Informatikerin. Sie hat seit dem Sommersemester 2015 die Professur für Medieninformatik und Leitung der zugehörigen Forschungsgruppe am Institut für Informatik der Universität Würzburg inne.

## Werdegang
Lugrin absolvierte ein Studium der Informatik an der Universität Augsburg, das sie im November 2007 mit einer Masterarbeit über „Social Group Behavior for Multiagent Systems“ am Lehrstuhl für Multimedia-Konzepte und Anwendungen abschloss. Mit einer Dissertation zum Thema „Cultural Diversity for Virtual Characters“ wurde sie 2012 am Lehrstuhl Multimodale Mensch-Technik Interaktion von Elisabeth André promoviert. Als erste Wissenschaftlerin einer deutschen und als dritte einer europäischen Universität wurde sie hierfür mit dem Victor Lesser Distinguished Dissertation Award ausgezeichnet. Nach ihrer Promotion war sie zunächst als Akademische Rätin an der Universität Augsburg tätig. Im Sommersemester 2014 lehrte sie im Rahmen einer Vertretungsprofessur für Frank Steinicke an der Universität Würzburg. Anfang 2015 folgte sie dann dem Ruf auf eine Professur für Medieninformatik nach Würzburg.
Als Prinzip ihrer interdisziplinär ausgerichtete Forschung nennt Lugrin „Designing for Diversity“. Deren Schwerpunkte liegen auf technischen Schnittstellen, wie z. B. virtuellen Agenten, humanoiden Robotern oder mobilen Anwendungen, welche auf die unterschiedlichen Bedürfnisse und Fähigkeiten verschiedener Benutzergruppen zugeschnitten sind. Die Forschungstätigkeiten liegen beispielsweise im Potential des Einsatzes sozial humanoider Roboter in der Altenpflege oder der Integration von kulturellen Verhaltensweisen in virtuellen Welten. Von 2007 bis 2017 wurden 59 Zeitschriften-, Buch- und Konferenzbeiträge veröffentlicht, die von Lugrin im Rahmen ihrer wissenschaftlichen Tätigkeit verfasst wurden bzw. an denen sie wesentlich beteiligt war. Vor 2015 publizierte sie unter ihrem Geburtsnamen Birgit Endrass.

## Auszeichnungen
- „Victor Lesser Distinguished Dissertation Award“ (2012) durch „International Foundation for Autonomous Agents and Multiagent Systems“ (IFAAMAS)[4]
- Preis der Stiftung der Universität Augsburg 2012[5]

## Publikationen (Auszug)
- Cultural Diversity for Virtual Characters: Investigating Behavioral Aspects across Cultures. (Dissertation) Springer Vieweg 2014 doi:10.1007/978-3-658-04910-2 ISBN 978-3-658-04909-6 (eingeschränkte Vorschau)
- mit Markus Haering, Gasser Akila, Elisabeth André: Simulating Deceptive Cues of Joy in Humanoid Robots. In: Timothy Bickmore, Stacy Marsella, Candace Sidner: Intelligent Virtual Agents Springer 2014 S. 174–177 ISBN 978-3-319-09766-4 (eingeschränkte Vorschau)
- mit Felix Kistler, Elisabeth André: Full Body Interaction with Virtual Characters in an Interactive Storytelling Scenario. In: Timothy Bickmore, Stacy Marsella, Candace Sidner: Intelligent Virtual Agents Springer 2014 S. 236–239 ISBN 978-3-319-09766-4 (eingeschränkte Vorschau)
- mit Ionut Damian, Peter Huber, Nikolaus Bee, Elisabeth André: Individualized Agent Interactions. In: Jan Allbeck, Petros Faloutsos: Intelligent virtual Agents. Springer 2011 S. 15–26 ISBN 978-3-642-25089-7 (eingeschränkte Vorschau)
- mit Christoph Klimmt, Gregor Mehlmann, Elisabeth André, Christian Roth: Exploration of User Reactions to Different Dialog-based Interaction Styles. In: Interactive Storytelling. Springer 2011 S. 243–248 ISBN 978-3-642-25288-4 (eingeschränkte Vorschau)
- mit Matthias Rehm and Elisabeth André: Towards Culturally-Aware Virtual Agent Systems In: Emmanuel G. Blanchard: Handbook of Research on Culturally-Aware Information Technology 2010 S. 412–429 ISBN 9781615208845 (eingeschränkte Vorschau)
- mit Matthias Rehm, Elisabeth André, Nikolaus Bee, Michael Wißner, Y. Nakano, T. Nishida, H. Huang: The CUBE-G approach – Coaching culture-specificnonverbal behavior by virtual agents. In: Jonathan Gratch et al.: Organizing and Learning Through Gaming and Simulation Eburon Uitgeverij B.V. 2007 S. 313–322 ISBN 978-9-059-72231-6 (eingeschränkte Vorschau)
- mit Matthias Rehm, Elisabeth André: A Plug-and-Play Framework for Theories of Social Group Dynamics. In: Jonathan Gratch et al.: Intelligent Virtual Agents Springer 2006 S. 465–466 ISBN 978-3-540-37593-7 (eingeschränkte Vorschau)